# Francesca Gonshaw
Francesca Gonshaw (Marylebone, Londen, 25 november 1959) is een Brits actrice. Ze is vooral bekend om haar rollen in televisieseries in de jaren 80. Haar bekendste rollen zijn die van Maria Recamier in de eerste jaren van de comedyserie 'Allo 'Allo! en die van Amanda Parker in de dramaserie Howards' Way.

## Filmografie
- A Ghost in Monte Carlo (televisiefilm, 1990) - Senorita Rodriguez
- Howard's Way televisieserie - Amanda Parker/Howard (12 afl., 1987)
- 'Allo 'Allo! televisieserie - Maria  Recamier (21 afl., 1982, 1984-1987)
- Biggles (1986) - Marie
- Farrington of the F.O. televisieserie - Lolita (afl. Security Leak, 1986)
- Crossroads televisieserie - Lisa Walters (1982-1985)
- Cold Warrior (miniserie, 1984) - Amanda
- The Hound of the Baskervilles (televisiefilm, 1983) - Jong meisje in Mire
- The Cleopatras (miniserie, 1983) - Arsinoe
- Play for Tomorrow televisieserie - Julie/Sue (afl. Shades, 1982)
- Shades (televisiefilm, 1982) - Julie/Sue

In 1992 verscheen Gonshaw in de videoclip van Digging in the Dirt, een nummer van Peter Gabriel.